# Lijst van vlaggen van Franse gemeenten
Dit artikel bevat een lijst van vlaggen van Franse gemeenten.  Frankrijk bestaat uit 35.416 gemeenten. Vanwege het (potentieel) grote aantal, worden ze hier niet getoond. Dit lijst toont alleen vlaggen van steden met meer dan 20.000 inwoners.

## A

Abbeville
Les Abymes
Agde
Agen
Aix-en-Provence
Aix-les-Bains
Ajaccio
Albi
Alençon
Alès
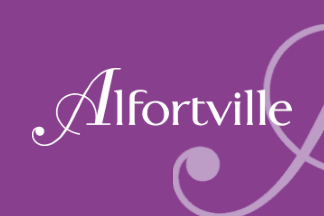
Alfortville
Allauch
Amiens
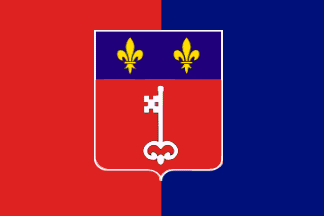
Angers
Anglet
Angoulême
Annecy
Annecy-le-Vieux
Annemasse
Antibes
Antony
Argenteuil
Arles
Armentières
Arras
Asnières-sur-Seine
Athis-Mons
Aubagne
Aubervilliers
Auch
Aulnay-sous-Bois
Aurillac
Auxerre
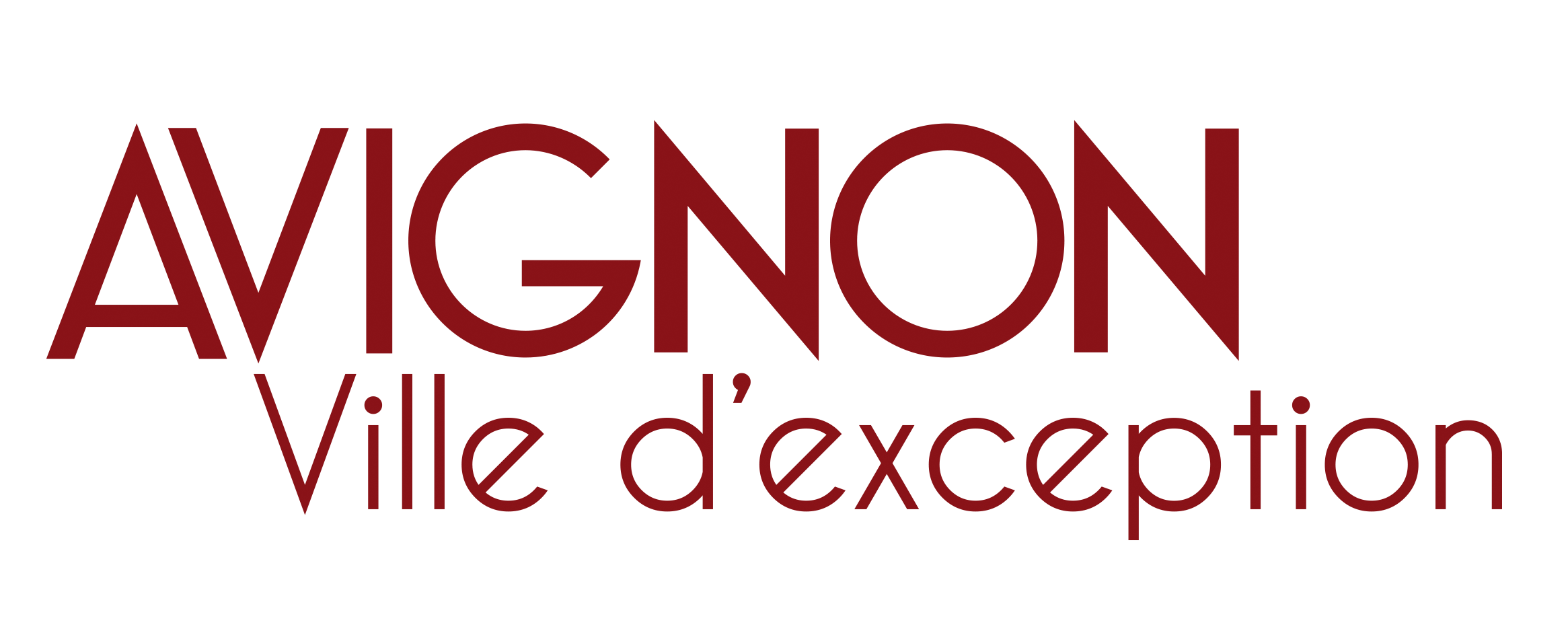
Avignon

## B

Bagneux
Bagnolet
Baie-Mahault
Bastia
Bayonne
Beaune
Beauvais
Bègles
Belfort
Bergerac
Besançon
Béthune
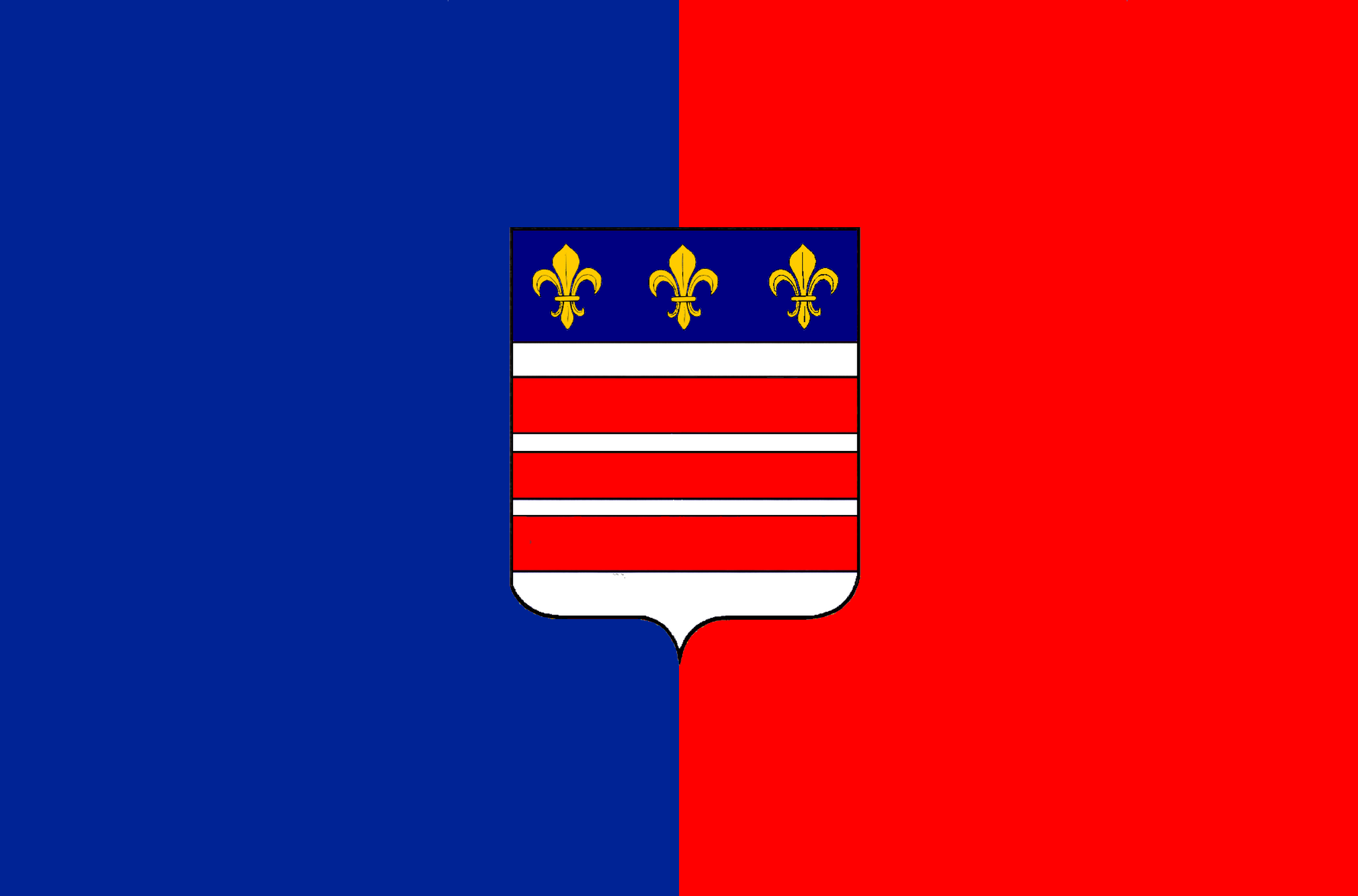
Béziers
Bezons
Biarritz
Blagnac
Le Blanc-Mesnil
Blois
Bobigny
Bois-Colombes
Bondy
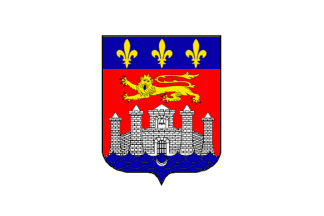
Bordeaux
Boulogne-Billancourt
Boulogne-sur-Mer
Bourg-en-Bresse
Bourges
Bourgoin-Jallieu
Le Bouscat
Brest
Brétigny-sur-Orge
Brive-la-Gaillarde
Bron
Bruay-la-Buissière
Brunoy
Bussy-Saint-Georges

## C

Cachan
Caen
Cagnes-sur-Mer
Cahors
Calais
Caluire-et-Cuire
Cambrai
Cannes
Le Cannet
Carcassonne
Carpentras
Castres
Cavaillon
Cayenne
La Celle-Saint-Cloud
Cenon
Cergy
Chalon-sur-Saône
Châlons-en-Champagne
Chambéry
Champigny-sur-Marne
Champs-sur-Marne
Charenton-le-Pont
Charleville-Mézières
Chartres
Châteauroux
Châtellerault
Châtenay-Malabry
Châtillon
Chatou
Chaumont
Chelles
Cherbourg-Octeville
Le Chesnay
Choisy-le-Roi
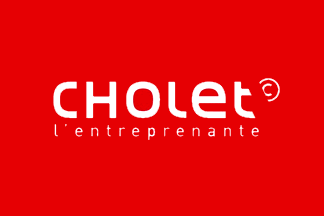
Cholet
La Ciotat
Clamart
Clermont-Ferrand
Clichy
Clichy-sous-Bois
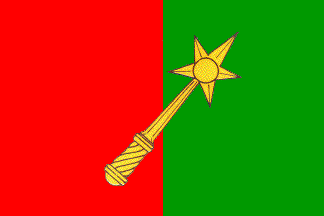
Colmar
Colombes
Colomiers
Combs-la-Ville
Compiègne
Conflans-Sainte-Honorine
Corbeil-Essonnes
Couëron
Courbevoie
La Courneuve
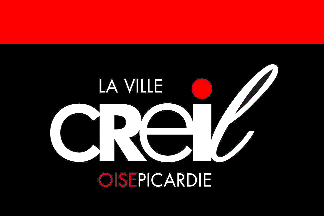
Creil
Créteil
Le Creusot
Croix

## D

Dammarie-lès-Lys
Dax
Décines-Charpieu
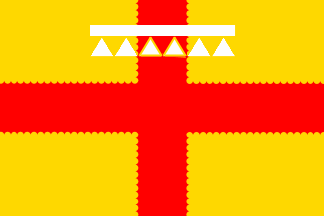
Denain
Deuil-la-Barre
Dieppe
Dijon
Dole
Douai
Draguignan
Drancy
Draveil
Dreux
Duinkerke

## E

Eaubonne
Échirolles
Élancourt
Épernay
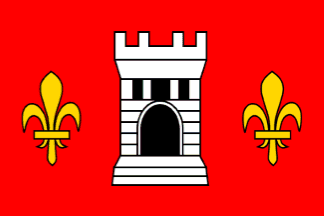
Épinal
Épinay-sur-Seine
Ermont
Étampes
Évreux
Évry

## F

Fleury-les-Aubrais
Fontaine
Fontenay-aux-Roses
Fontenay-sous-Bois
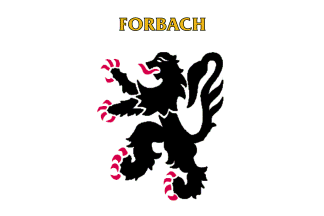
Forbach
Fort-de-France
Fougères
Franconville
Fréjus
Fresnes
Frontignan

## G

Gagny
Gap
La Garde
La Garenne-Colombes
Garges-lès-Gonesse
Gennevilliers
Gif-sur-Yvette
Gonesse
Le Gosier
Goussainville
Gradignan
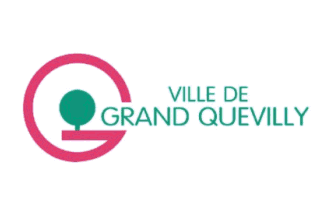
Le Grand-Quevilly
Grasse
Grenoble
Groot-Sinten
Grigny
Gujan-Mestras
Guyancourt

## H

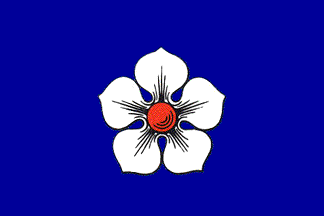
Haguenau
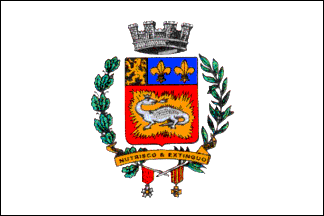
Le Havre
Halluin
L'Haÿ-les-Roses
Hazebroek
Hénin-Beaumont
Herblay-sur-Seine
Hérouville-Saint-Clair
Houilles
Hyères

## I

Illkirch-Graffenstaden
Issy-les-Moulineaux
Istres
Ivry-sur-Seine

## J

Joué-lès-Tours

## K

Le Kremlin-Bicêtre
Kourou

## L

Lagny-sur-Marne
Lambersart
Lanester
Laon
Laval
Lens
Levallois-Perret
Libourne
Liévin
Les Lilas
Limeil-Brévannes
Limoges
Lisieux
Livry-Gargan
Longjumeau
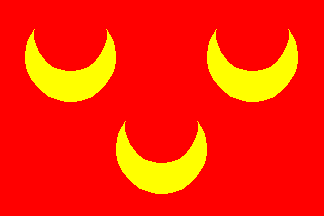
Loos
Lorient
Lormont
Lunel
Lyon: Vlag

## M

Mâcon
La Madeleine
Maisons-Alfort
Maisons-Laffitte
Malakoff
Mamoudzou
Mandelieu-la-Napoule
Manosque
Le Mans
Mantes-la-Jolie
Marcq-en-Barœul
Marignane
Marseille: Vlag
Martigues
Massy
Matoury
Maubeuge
Meaux
Le Mée-sur-Seine
Melun
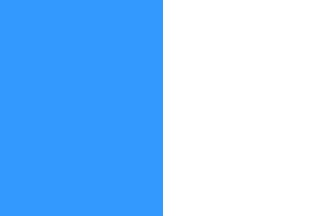
Menton
Mérignac
Metz
Meudon
Meyzieu
Millau
Miramas
Mons-en-Barœul
Mont-de-Marsan
Montauban
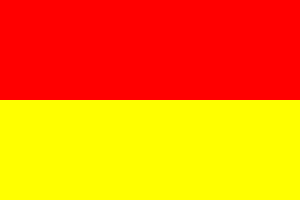
Montbéliard
Montélimar
Montfermeil
Montgeron
Montigny-le-Bretonneux
Montigny-lès-Metz
Montluçon
Montmorency
Montpellier
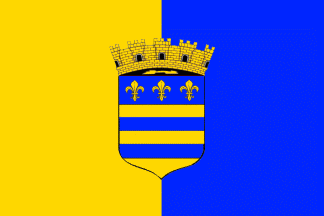
Montreuil
Montrouge
Morsang-sur-Orge
Mulhouse
Les Mureaux
Muret

## N

Nancy
Nanterre
Nantes
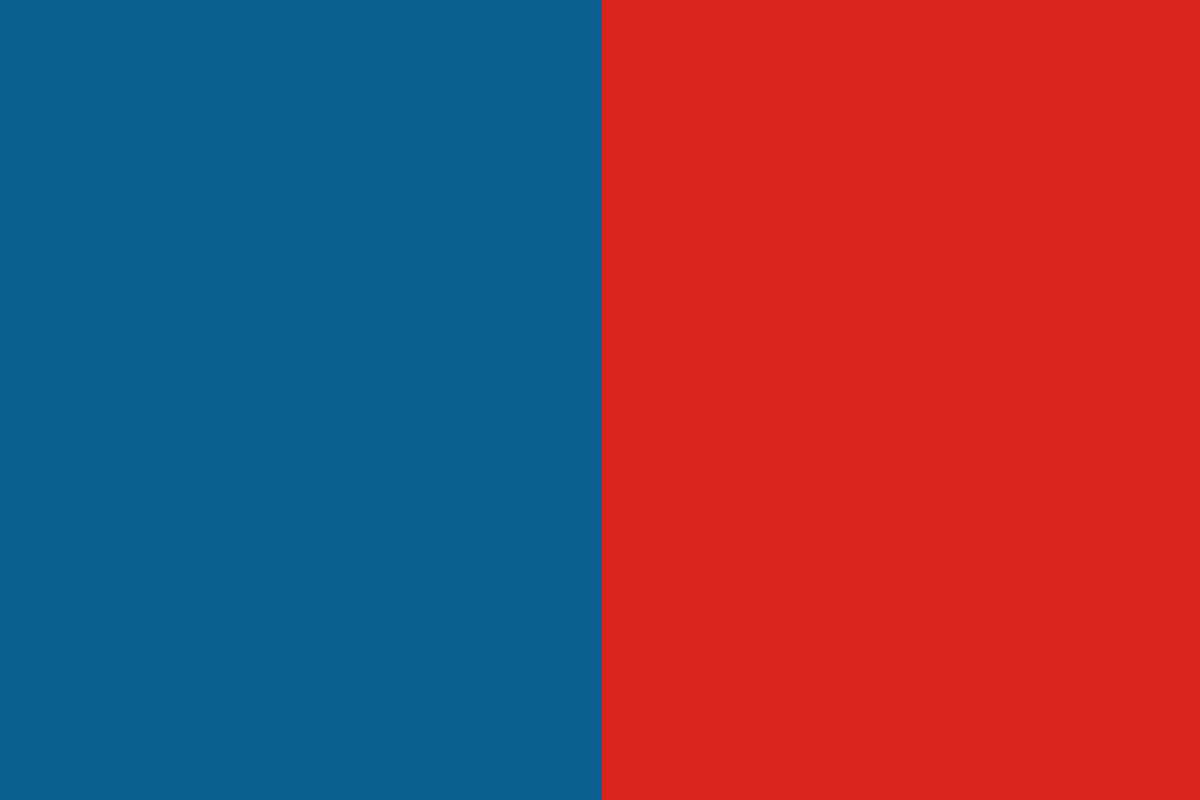
Narbonne
Neuilly-Plaisance
Neuilly-sur-Marne
Neuilly-sur-Seine
Nevers
Nice
Nieuw-Koudekerke
Nîmes
Niort
Nogent-sur-Marne
Noisy-le-Grand
Noisy-le-Sec
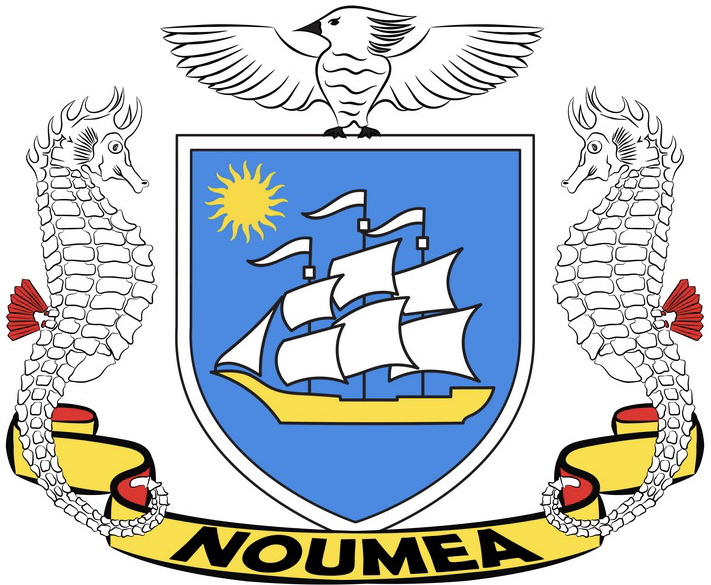
Nouméa

## O

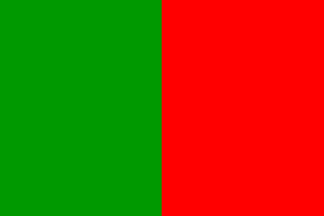
Olivet
Orange
Orléans
Orly
Orvault
Oullins
Oyonnax

## P

Palaiseau
Pantin
Parijs: Vlag
Pau
Périgueux
Perpignan
Le Perreux-sur-Marne
Pessac
Petit-Bourg
Le Petit-Quevilly
Pierrefitte-sur-Seine
Plaisir
Le Plessis-Robinson
Poissy
Poitiers
Pontault-Combault
Pontoise
Le Port
La Possession
Puteaux

## Q

Quimper

## R

Rambouillet
Rémire-Montjoly
Reims
Rennes
Rezé
Rijsel: Vlag
Rillieux-la-Pape
Ris-Orangis
Roanne
Roubaix
Rochefort
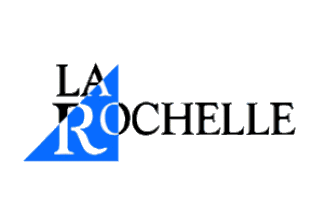
La Rochelle
La Roche-sur-Yon
Rodez
Roissy-en-Brie
Romainville
Romans-sur-Isère
Rosny-sous-Bois
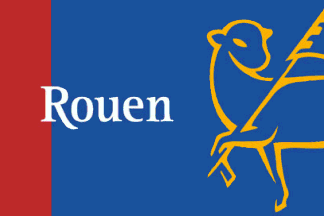
Rouen
Rueil-Malmaison

## S

Saint-André
Sainte-Anne
Saint-Benoît
Saint-Brieuc
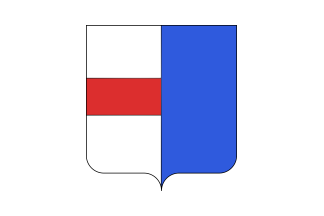
Saint-Chamond
Saint-Cloud
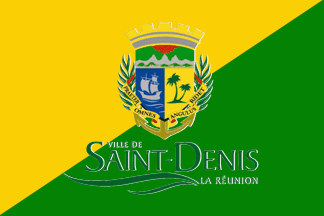
Saint-Denis (Réunion)
Saint-Denis (Seine-Saint-Denis)
Saint-Dié-des-Vosges
Saint-Dizier
Sainte-Foy-lès-Lyon
Sainte-Geneviève-des-Bois
Sainte-Marie
Sainte-Rose
Sainte-Suzanne
Saintes
Saint-Étienne
Saint-Étienne-du-Rouvray
Saint-Genis-Laval
Saint-Germain-en-Laye
Saint-Gratien
Saint-Herblain
Saint-Joseph
Saint-Laurent-du-Maroni
Saint-Laurent-du-Var
Saint-Leu
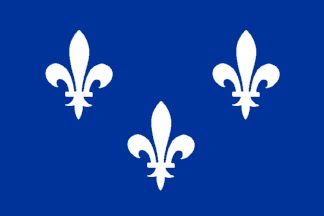
Saint-Louis
Saint-Malo
Saint-Mandé
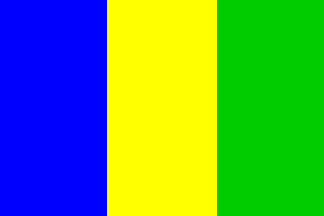
Saint-Martin-d'Hères
Saint-Maur-des-Fossés
Saint-Médard-en-Jalles
Saint-Michel-sur-Orge
Saint-Nazaire
Saint-Ouen-sur-Seine
Saint-Ouen-l'Aumône
Saint-Paul
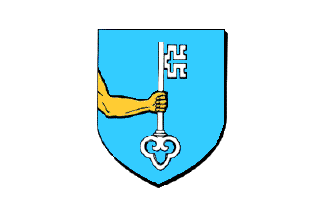
Saint-Pierre
Saint-Priest
Saint-Quentin
Saint-Raphaël
Saint-Sébastien-sur-Loire
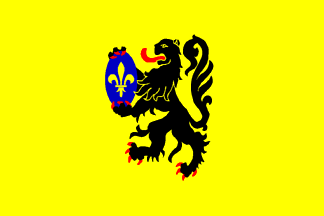
Salon-de-Provence
Sannois
Sarcelles
Sarreguemines
Sartrouville
Saumur
Savigny-le-Temple
Savigny-sur-Orge
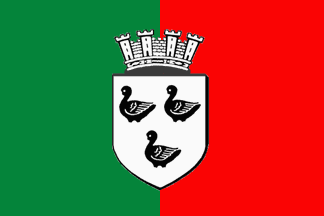
Schiltigheim
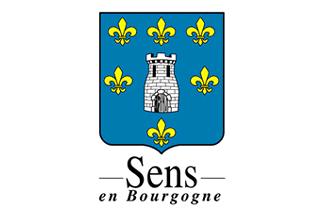
Sens
Sète
Sevran
Sèvres
La Seyne-sur-Mer
Six-Fours-les-Plages
Soissons
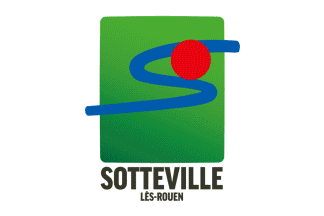
Sotteville-lès-Rouen
Stains
Straatsburg
Sucy-en-Brie
Suresnes

## T

Talence
Le Tampon
Tarbes
Taverny
La Teste-de-Buch
Thiais
Thionville
Thonon-les-Bains
Torcy
Toulon
Toulouse
Tourcoing
Tournefeuille
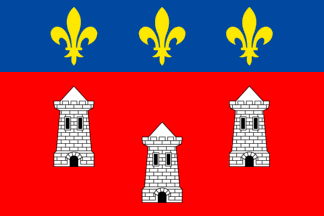
Tours
Trappes
Tremblay-en-France
Troyes

## U

Les Ulis

## V

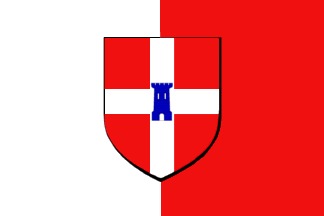
Valence
Valenciennes
La Valette-du-Var
Vallauris
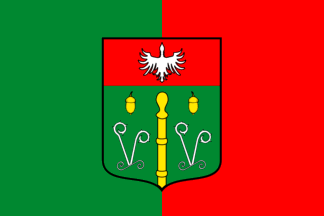
Vandœuvre-lès-Nancy
Vannes
Vanves
Vaulx-en-Velin
Vélizy-Villacoublay
Vénissieux
Vernon
Versailles
Vertou
Vichy
Vienne
Vierzon
Vigneux-sur-Seine
Villefranche-sur-Saône
Villejuif
Villemomble
Villenave-d'Ornon
Villeneuve-d'Ascq
Villeneuve-la-Garenne
Villeneuve-le-Roi
Villeneuve-Saint-Georges
Villeneuve-sur-Lot
Villeparisis
Villepinte
Villeurbanne
Villiers-le-Bel
Villiers-sur-Marne
Vincennes
Viry-Châtillon
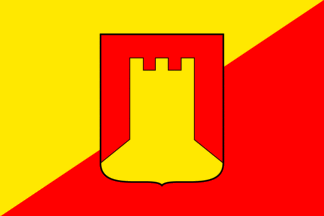
Vitrolles
Vitry-sur-Seine

## W

Wasquehal
Wattrelos

## Y

Yerres

Andorra · Armenië · België · Bosnië en Herzegovina · Brazilië · Bulgarije · Canada · Chili · Colombia · Costa Rica · Denemarken · Duitsland · El Salvador · Estland · Frankrijk · Georgië · IJsland · Indonesië · Italië · Kaapverdië · Kosovo · Kroatië · Letland · Liechtenstein · Litouwen · Luxemburg · Malta · Mexico · Montenegro · Nederland · Noord-Macedonië · Noorwegen · Oekraïne · Oostenrijk · Oost-Timor · Polen · Portugal · Roemenië · Rusland · San Marino · Servië · Slovenië · Slowakije · Spanje · Tsjechië · Venezuela · Verenigd Koninkrijk · Verenigde Staten · Wit-Rusland · Zimbabwe · Zwitserland
Historisch: België · Nederland
Zie ook: Vlaggenlijsten (per land) · Vlaggen van afhankelijke gebieden · Vlaggen van subnationale entiteiten (per land) · Lijst van vlaggen van hoofdsteden